# New Canton (Virginie)
New Canton est une bourgade non constituée en municipalité du comté de Buckingham de l'État de Virginie des États-Unis.

## Personnes liées à la ville
- Carter G. Woodson